# فالي دي لوسا
بلدية فالي دي لوسا (بالإسبانية: Valle de Losa)‏, هي إحدى بلديات مقاطعة برغش, التي تقع في منطقة قشتالة وليون, والتي تقع في شمال غرب إسبانيا.
يبلغ عدد سكانها 651 نسمة وفقاً لإحصائية سنة (2002).